# Bapineuzumab
Il bapineuzumab è un anticorpo monoclonale di tipo murino che è stato studiato come terapia per la malattia di Alzheimer e attualmente è in studio per il glaucoma.
Esso agisce sull'antigene beta-amiloide (Aβ) delle placche amiloidi che aumentano in corso di malattia di Alzheimer.
Il farmaco è stato sviluppato dalla Élan; attualmente la Pfizer ne detiene il brevetto. Nel gennaio del 2018, Pfizer ha annunciato la chiusura del programma di ricerca e sviluppo dei farmaci nel campo delle neuroscienze, in seguito al fallimento del farmaco in fase 2 del trial. 

### Bapineuzumab
- (EN) Carol Turkington e Deborah Mitchell, The Encyclopedia of Alzheimer's Disease, Infobase Publishing, 30 novembre 2009,  pp. 56–, ISBN 978-0-8160-7766-3.
- (EN) George T. Grossberg e Sanjeev Madhav Kamat, Alzheimer's: the latest assessment and treatment strategies, Jones & Bartlett Learning, 12 novembre 2009,  pp. 55–, ISBN 978-0-7637-6579-8.
- (EN) Stephen M. Stahl e S. M. Stahl, Stahl's essential psychopharmacology: neuroscientific basis and practical applications, Cambridge University Press, 2008,  pp. 937–, ISBN 978-0-521-67376-1.
- (EN) Carlos Alberto Guzman e Giora Z. Feuerstein, Pharmaceutical biotechnology, Springer, 30 ottobre 2009,  pp. 34–, ISBN 978-1-4419-1131-5.